# Piraniokonda
Piraniokonda (ang. Piranhaconda) – amerykański horror z 2012 roku w reżyserii Jima Wynorskiego.
Światowa premiera filmu miała miejsce 16 czerwca 2012 roku na antenie Syfy.

## Opis fabuły
Profesor Lovegrove (Michael Madsen) kradnie jajo niebezpiecznej i niezwykle rzadkiej piraniokondy. W ślad za złodziejem ruszają rozwścieczeni rodzice. Tymczasem naukowiec spotyka na swojej drodze ekipę filmową. Wszyscy padają ofiarą ataku niebezpiecznego drapieżnika. Muszą walczyć o życie.

## Obsada
- Michael Madsen jako profesor Lovegrove
- Rib Hillis jako Jack
- Rachel Hunter jako Talia
- Terri Ivens jako Rose
- Shandi Finnessey jako Kimmy
- Chris De Christopher jako Milo
- Kurt Yaeger jako Gunner
- Christina DeRosa jako Rachel
- Syd Wilder jako Vicky